# Збройні сили Мексики
Збройні сили Мексики ( ісп. Fuerzas Armadas de México ) — сукупність військ Мексиканських Сполучених Штатів, призначена для захисту свободи, незалежності та територіальної цілісності держави. В основному складаються з сухопутних військ, військово-морських та військово-повітряних сил.

## Загальні відомості
| Збройні сили Мексики                                    | Збройні сили Мексики |
| ------------------------------------------------------- | --- |
| Види збройних сил:                                      | Секретаріат національної оборони - Сухопутні війська Мексики (Мексиканська армія) ( ісп. Ejército Mexicano ) - Військово-повітряні сили Мексики ( ісп. Fuerza Aerea Mexicana, FAM ) Військово-морський секретаріат - Військово-морські сили Мексики ( ісп. Armada de Mexico ); включаючи морську авіацію та морську піхоту                                                                                |
| Призовний вік та порядок комплектування:                | Мексиканська армія комплектується на основі закону про загальний військовий обов'язок призовниками, які досягли 18 річного віку; мінімальний термін служби - 12 місяців; мінімальний вік для добровольців, які виявили бажання служити у збройних силах – 16 років; призовники служать лише в армії, ВМС та ВПС комплектуються виключно добровольцями, жінки мають право на добровільну військову службу. |
| Людські ресурси, доступні для військової служби:        | чоловіки віком 16-49: 28,475,126 жінки віком 16-49: 30,048,077 (2008 оціночно) |
| Людські ресурси, придатні для військової служби:        | чоловіки віком 16-49: 22,893,649 жінки віком 16-49: 25,401,642 (2010 оціночно) |
| Людські ресурси, які щорічно досягають призовного віку: | чоловіки: 1,108,032 жінки: 1,069,885 (2010 оціночно) |
| Військові витрати - відсоток від ВВП :                  | 0,5% (2006) - 163-я у світі |

## Склад збройних сил

### Секретаріат національної оборони
Чисельність особового складу сухопутних військ 105 тис. Чоловік. Бойовий склад 3 бригади (2 піхотні та механізована), 3 окремих бронекавалерійських та 3 окремих артилерійських полку, 21 окремий моторизований полк, 75 окремих піхотних батальйонів, підрозділи бойового та тилового забезпечення
Основне озброєння: 45 легких танків МОЗ і М8, понад 100 гармат польової артилерії, понад 1500 мінометів, протитанкові засоби (у тому числі ПТРК «Мілан» та гранатомети РПГ-29 «Вампір»), у чисельність та бойовий склад сухопутних військ не включено компоненти.